# Futbol total
El futbol total és un estil de joc que implica una dedicació absoluta de tots els jugadors d'un equip en totes les funcions estratègiques del joc per tal d'assolir un futbol versàtil, dinàmic i molt viu.

## Orígens
El futbol total sorgeix als Països Baixos en la dècada dels 70 amb la seua màxima expressió en la Selecció Holandesa de 1974 de la dècada que fou coneguda amb el mític nom de Taronja mecànica. No obstant això, aquest estil venia de lluny i portava cultivant-se a les escoles de futbol i a la mateixa lliga holandesa des de feia anys. Una bona mostra d'això són les 4 Copes d'Europa consecutives que es van guanyar per part d'equips holandesos.

## Filosofia
El futbol total és una filosofia de joc que intenta esdevenir la millor manera d'entendre el futbol en totes les seues habilitats. Intenta desenvolupar a la vegada un joc atractiu pel públic, capaç de fer aixecar els espectadors dels seients i emocionar-los, alhora que també és guanyador.
És molt important per al futbol total la clara vocació de tots els jugadors d'un equip en ocupar totes les funcions del joc que siguin necessàries. Defensors atacant i atacants defenent. La lluita i l'esforç constant de tots per tal d'arribar a controlar el joc i els marcadors del partit.

## El joc
De les característiques bàsiques del futbol total és la vocació per a controlar sempre el domini de la pilota i assolir possessions molt elevades. Indica la intenció d'un equip de dirigir el partit i els ritmes, que sempre seran elevats i molt ràpids mitjançant molta velocitat. També es destaca la vocació clara per l'atac i la creació enorme d'ocasions de gol, alhora que es fuig del futbol especulatiu (Calcio) i dels marcadors ajustats o amb pocs gols.

## Actualitat
En l'actualitat el terme de futbol total continua viu tant en els aficionats com en els especialistes del futbol. Amb el temps, el terme de futbol total s'ha anat reutilitzant per aquells equips que han tingut una gran facilitat per desenvolupar un joc visualment molt atractiu i que a la vegada pogués aportar grans èxits.
Tant en els anys 80, com en els 90, com ara en el segle xxi, hi ha hagut diferents equips que han enlluernat l'afició i han rebut el terme de futbol total. Un bon exemple és el Dream Team del Barça, la quinta del buitre del Reial Madrid, el Manchester United FC, l'AC Milan, el Liverpool, Bayern de Múnic…